# Facka (film)
Facka (originální francouzský název La Gifle) je francouzsko-italský hraný film z roku 1974, který režíroval Claude Pinoteau podle vlastního scénáře. Film popisuje osudy dívky, která žije se svým otcem v Paříži.

## Děj
Jean Douléan vyučuje zeměpis na prestižním pařížském Lyceu Ludvíka Velikého. Jeho osmnáctiletá dcera Isabelle studuje lékařství v 1. ročníku na Univerzitě Paříž V. Ve městě panuje mezi studenty vliv května 1968. Při jedné z demonstrací se profesor Douléan zastane jednoho studenta, kterého mlátí dva muži. Muži jsou ovšem policisté, Douléan je zatčen a bude muset opustit lyceum. Má na výběr nechat se přeložit do Toulouse nebo Colmar. Rozhodne se dát výpověď a psát knihy. Isabelle chce žít společně s přítelem Marcem, ale nemají odvahu říct to otci. Isabelle čeká komplexní ročníková zkouška, kterou nezvládne. Dostane dopis od matky, která žila několik let v Austrálii, že nyní bydlí v Anglii. Od Douléana se odstěhuje jeho přítelkyně Madeleine. Isabelle se nepohodne s Marcem i s otcem a odjede tajně za matkou do Anglie. Poprosí Rémyho, bratra své kamarádky Christine, aby ji zavezl na Severní nádraží. Rémy jede na motorce za ní a do Anglie dojedou společně. V Anglii Rémy řekne Isabelle, že ji už dlouho miluje. Do Anglie dorazí letadlem i otec a po něm Marc. U večeře se pohádají a Marc s Rémym se poperou. Vracejí se do Paříže. Isabelle se rozhodne jet s matkou, která se vrací do Austrálie, ale nakonec si to rozmyslí a odjede s Rémym, který byl odveden na základní vojenskou službu.

## Obsazení
| Lino Ventura       | Jean Douléan      |
| Isabelle Adjaniová | Isabelle Douléan  |
| Annie Girardotová  | Helene Douléan    |
| Jacques Spiesser   | Rémy Abeillé      |
| Francis Perrin     | Marc Morillon     |
| Georges Wilson     | Pierre            |
| Nicole Courcel     | Madeleine         |
| Nathalie Baye      | Christine Abeillé |
| Xavier Gélin       | Xavier            |
| Robert Hardy       | Robert Dickinson  |
| Michel Aumont      | Charvin           |
| Jacques Maury      | Rabal             |

## Ocenění
- Prix Louis-Delluc (1974)
- Donatellův David (1975), speciální cena pro Isabelle Adjaniovou